# Gorilles de l’université d’État de Pittsburg
Les Gorilles de l’université d’État de Pittsburg (en anglais : Pittsburg State University Gorillas) est un club omnisports universitaire américain, comptant 12 équipes sportives féminines et masculines, qui représentent l’université d’État de Pittsburg. Elles participent aux compétitions universitaires organisées par la National Collegiate Athletic Association au sein de sa Division II. Basée à Pittsburg dans l'État du Kansas, ses équipes sont membres du Mid-America Intercollegiate Athletics Association (MIAA).

## Sports représentés
| Hommes                                | Femmes                          |
| ------------------------------------- | ------------------------------- |
| Athlétisme (en salle et en plein air) | Athlétisme (salle et plein air) |
| Baseball                              | Basket-ball                     |
| Basket-ball                           | Cross-country                   |
| Cross-country                         | Softball                        |
| Football américain                    | Volley-ball                     |

Les Gorilles ont remporté 6 championnats nationaux NCAA : 2 en football (1991, 2011), 2 en athlétisme extérieur masculin (2022, 2023), 2 en athlétisme intérieur masculin (2018, 2023) et 1 en athlétisme extérieur féminin (2016). Les Gorilles ont également remporté 2 championnats nationaux de la NAIA (1957, 1961), ce qui porte à 4 le nombre total de championnats nationaux remportés en football américain.